# Oblężenie Poznania (1146)
Oblężenie Poznania – oblężenie, które miało miejsce w 1146 w trakcie wojny między Władysławem Wygnańcem a jego dwoma najstarszymi braćmi: Bolesławem Kędzierzawym i Mieszkiem III. Po początkowych sukcesach senior obległ braci w Poznaniu. Mimo dużej przewagi nie potrafił jednak złamać obrony grodu, a odsiecz dla Poznania z głębi kraju (ideologicznie wsparta przez arcybiskupa gnieźnieńskiego Jakuba ze Żnina, który rzucił na Władysława klątwę) pomogła juniorom odnieść zwycięstwo, a w efekcie wygnać starszego brata z Polski.
Decydujące znaczenie dla przebiegu i klęski oblężenia miała bitwa jaka rozegrała się na polach między Wartą, Cybiną i Główną. Rozpocząć się miała ona od wywieszenia czerwonej tarczy na wieży za kościołem Św. Mikołaja na Zagórzu.